# Hans Much
Hans Much (ur. 24 marca 1880 w Zechlinie, zm. 28 listopada 1932 w Hamburgu) – niemiecki lekarz bakteriolog i ftyzjatra, pisarz języka dolnoniemieckiego.
Studiował medycynę w Marburgu, Kilonii, Berlinie i Würzburgu. Dyplom lekarski otrzymał w 1903 roku. Od 1905 roku pracował w Instytucie Higienicznym w Marburgu, od 1908 roku Oberarzt w Krankenhaus Eppendorf w Hamburgu, u Hermanna Lenhartza. Od 1913 roku w Instytucie Badań nad Gruźlicą w Hamburgu. W 1913/14 roku odbył podróże badawcze do Jerozolimy i Azji Mniejszej. Po wybuchu pierwszej wojny światowej internowany w Egipcie. W 1919 roku został profesorem nadzwyczajnym higieny na nowo utworzonym Uniwersytecie w Hamburgu. W 1921 roku został profesorem zwyczajnym.

## Dzieła
- Die Immunitätswissenschaft. Curt Kabitzsch, Würzburg 1911
- Erblicktes und Erlebtes. Ein Reisetagebuch. Schröder & Jeve, Hamburg 1912
- Denken und Schauen. Curt Kabitzsch, Würzburg 1913
- Krankheitsentstehung und Krankheitsverhütung und geheimnisvolle Lebensäußerungen des Körpers. Curt Kabitzsch, Würzburg 1913
- Eine Tuberkuloseforschungsreise nach Jerusalem. Carl Kabitzsch, Würzburg 1913
- Buddha, der Schritt aus der Heimat in die Heimatlosigkeit. Albert Müller, Zürich 1914
- Rings um Jerusalem. Einhorn Verlag, Dachau ca. 1915
- Auf dem Wege des Vollendeten. Hans Sachs, München 1918
- Heimatkultur. Montanusverlag, Siegen/Westf. 1918
- Norddeutsche Backsteingotik. Georg Westermann, Braunschweig 1919
- En nedderdüütschen Doodendanz. Richard Hermes, Hamburg 1919
- Die Kindertuberkulose - ihre Gefahr und Bekämpfung. Auer, Hamburg 1919
- Die Heimkehr des Vollendeten. Ein Erlebnis. Adolf Saal, Hamburg 1920
- Menschen und Moscheen am Mittelmeer. Einhorn Verlag, Dachau ca. 1920
- Norddeutsche gotische Plastik. Georg Westermann, Braunschweig 1920
- To Hus. En Mund vull plattdüütsche Rimels un ’ne Hand vull plattdüütsche Biller von Frido Witte. Richard Hermes, Hamburg 1920
- Boro Budur. Folkwang Verlag, Hagen 1920
- Islamik. L. Friedrichsen & Co., Ham¬burg 1921
- Über die unspezifische Immunität. Curt Kabitzsch, Leipzig 1921
- Moderne Biologie. 2. und 3. Vortrag: Spezifische und unspezifische Reiztherapie. Curt Kabitzsch, Leipzig 1922
- Die Welt des Buddha. Ein Hochgesang. Carl Reißner, Dresden 1922
- Niederdeutsches gotisches Kunsthandwerk. Georg Westermann, Braunschweig 1923
- Vom Sinn der Gotik. Carl Reißner, Dresden 1923
- Akbar. Der Schatten Gottes auf Erden. Einhorn Verlag, Dachau 1924
- Aphorismen zum Heilproblem. Reihe Moderne Biologie, Heft 9, Leipzig 1925
- Hippokrates der Große. Hippokrates Verlag, Stuttgart 1926
- Homöopathie. Kritische Gänge hüben und drüben. Curt Kabitzsch, Leipzig 1926
- Das ewige Ägypten. Carl Reißner, Dresden 1927
- Meister Ekkehart. Ein Roman der deutschen Seele. Carl Reißner, Dresden 1927
- Das Wesen der Heilkunst, Grundlagen einer Philosophie der Medizin. Otto Reichl, Darmstadt 1928
- Von homöopathischen Dingen. Vortrag auf der Tagung der Internationalen Homöopathischen Liga. Hippokrates Verlag, Stuttgart 1929
- Körper-Seele-Geist. Curt Kabitzsch, Leipzig 1931
- Arzt und Mensch. Das Lebensbuch eines Forschers und Helfers. Carl Reißner, Dresden 1932
- Vermächtnis, Bekenntnisse von einem Arzt und Menschen. Carl Reißner, Dresden 1933 (postum)